# 新白娘子传奇 (2019年电视剧)
《新白娘子传奇》（英語：The Legend of White Snake），2019年中国大陆神话古装剧。本剧改编自台湾电视公司1992年八点档连续剧《新白娘子传奇》，由朦胧、鞠婧祎领衔主演，爱奇艺于2019年4月3日晚首播。

## 劇情大綱
蛇妖白素貞受觀音點化，向善千年，直到南宋時期，終化人形。爲紅塵證道，白素貞到人間修行，與臨安城大夫許仙相識。白素貞誤以爲許仙是冒充醫仙華佗的騙子，爲揭穿他的真面目，她和對方“比拼醫術”，打賭誰先治好長生的母親。白素貞發現長生母親中了蛇毒，追查到女媧廟青蛇妖小青，兩人不打不相識，最終結拜姐妹。因妖孽作祟，臨安城陸續有孩童失蹤，金山寺和尚法海奉師命前往臨安城捉妖。法海以爲作惡的是青白二蛇，追殺二妖。直到元宵節燈會，小長生被擄走，衆人才知道作祟的是蜈蚣精。法海與二妖聯手對付蜈蚣精，二妖的正直令法海對妖的偏見產生了動搖，他決定留在臨安觀察二妖。許仙與白素貞在相處中，彼此相愛。一直愛慕白素貞的鼠妖景松和傾心許仙的金如意千方百計離間二人感情，但許白二人癡心不改，歷盡磨難後喜結連理。二人開設醫館保和堂，小青也與夥計張玉堂相戀，幾人聯手救死扶傷，造福一方。法海因開天眼，預見到水漫金山的一幕，擔心二妖是僞善，一切不過是爲了蠱惑人心。懷疑之下，他道心動搖，產生心魔。如意看到許仙生死相隨的深情，心灰意冷之下被心魔蠱惑，製造兇案嫁禍白蛇。爲了保護妻子，許仙求助法海，以純善之身困住心魔，並藉助金山寺衆僧之力，與心魔同歸於盡。白素貞不捨許仙犧牲，不惜水漫金山逼法海放人，最終犯下大錯，被鎮壓在雷峯塔下。許仙從此四海爲醫，懸壺濟世，替妻贖罪。多年後，許仙與白素貞之子許仕林高中狀元，因立下功勞獲皇帝恩准在雷峰塔下祭天。剎那間，真龍現身，西湖水乾，雷峰塔倒，素貞重獲天日，與丈夫、兒子一家團圓，共享天倫。

## 播出时间
| 频道                | 所在地          | 播映日期       | 播出时间                                        | 备注       |
| ------------------- | --------------- | -------------- | ----------------------------------------------- | ---------- |
| 爱奇艺 愛奇藝台灣站 | 中国大陆 · 臺灣 | 2019年4月3日   | 星期三至五三天播出六集                          |            |
| Astro全佳HD         | 马来西亚        | 2019年4月15日  | 星期一至五 19:00 - 20:00                        | 高清大剧   |
| MCOT HD             | 泰國            | 2019年10月16日 | 星期一星期二星期三 21:00 - 22:00, 23:05 - 00:00 | นางพญางูขาว |
| MCOT HD             | 泰國            | 2021年6月10日  | 每周一至周五 18:00 - 19:00                      | นางพญางูขาว |

## 演员列表

### 主要演员
| 演員                | 角色   | 簡介 |
| 鞠婧祎 少年：陶奕希 | 白素贞 | 原是峨眉山修煉千年的白蛇，因為觀音大士的一席話，想去紅塵歷練，竟而愛上了許仙；於19集因喝下了許仙給的雄黃酒（雄黃粉是如意給許仙的）後現出白蛇原形，嚇死了許仙後答應許姊要在3天內救活許仙；於20集帶著金鼠給的金牙（有著蓮花瓣）與觀音大仕相助求到的靈芝仙草回到凡間救活了許仙；可是在這事之前，法海已告知白蛇，許仙如果服用靈芝仙草會忘卻與白蛇在凡間邂逅相愛結連理的所有紅塵事，但是白蛇卻不後悔，於21集為了不想看到許仙見到自己就會頭痛欲裂，忍痛寫下和離書（離婚協議書）交給了許姊之後就帶著青蛇離開了李家，但在22集知道許仙想起了所有的前塵往事，便與許仙復合，共同把和離書燒了。 |
| 朦胧 少年：董李無優 | 许仙   | 臨安小華佗，在上元節（元宵節）與白蛇在互猜燈謎中邂逅，而愛上了白蛇；於19集死了第二次（體內有了白蛇的妖丹，被喝下雄黃酒現原形的白蛇嚇死了）；於20集服用了白蛇帶回的靈芝仙草後，而忘卻了與白蛇在凡間的所有紅塵事，於22集逼著自己要想起與白蛇的紅塵事和結連理之事，想起了與白蛇的前塵往事後（已經知道素貞就是白蛇）就告訴如意，今生只娶白蛇，就算與白蛇分离也不願娶別的女子。 |

### 其他演员
| 演員                               | 角色             | 簡介 |
| 裴子添                             | 法海             | 帶著避邪禪杖、紫金缽、伏魔劍等，專門收拾妖精，於第5集與小青聯手收拾蜈蚣精（蜈蚣精被避邪禪杖打到魂飛魄散）。 |
| 肖燕                               | 小青             | 修煉五百多年的青蛇（原是東海龍王的私生女，身邊有四位東海神仙－海龜、螃蟹、河豚、章魚，在旁跟隨著）；於19集被法海看出是個半神半妖之身，可是自己卻不懂什麼是半神之身。 |
| 聂子皓                             | 景松             | 為佛祖座前金鼠。 因擅自用佛祖座下金蓮打磨牙齒，被罰下凡歷劫重新修煉。 初下凡間法力不濟，被野獸追趕誤入蛇洞，而結識心智初開的白蛇﹝白素貞﹞，對白蛇﹝白素貞﹞日久生情。 因而愛上了白蛇（單戀），但白蛇只愛許仙，所以三番兩次要置許仙於死地，最終還是無法得到白蛇的愛，就回到蜀中說要等白蛇一百年 為了維持結界等白蛇﹝白素貞﹞去取回靈芝仙草救回許仙，耗盡所有修為，魂飛魄散。 佛祖念在幫白蛇﹝白素貞﹞救人的份上，又給了一次重生的機會，重聚神魂恢復鼠身。 |
| 虞朗                               | 金如意           | 濟世堂中驕生慣養的大小姐，單戀著許仙，就不讓白蛇接近許仙，於是处心积虑，千方百計的想要白蛇知難而退，首先是與丫鬟（銀香）聯手欺騙白蛇說已經跟許仙論及婚嫁；後從道陵的口中知道白蛇並不是人是妖時，就更加的是想盡辦法要許仙離開白蛇，於17集時怒火中燒後吐出了一句話：「許仙我又不是非你不可」，於21集求於許姊，想稱心如意作許仙的妻子；許仙已經告知不愛自己，但就強求著許仙要娶自己為妻，唉「得到了許仙的人，卻得不到許仙的心」，於22集許仙告知終身除了素貞之外，就是不娶別的女子，聽到這句話之後，就拿著髮簪刺向白蛇，卻被許仙檔下，結果刺向許仙的左胸之後竟由愛生恨。但沒有因此而放棄，竟處處想要與白蛇做對，後來竟然聽信心魔，與心魔合體想要除去白蛇，最後發現自己被心魔所騙，就與想盡辦法鎖住心魔毀於煉丹爐裡（留下遺書告知許仙，雖自盡但是只能封住心魔七天）。 |
| 冯建宇 少年：楊晨睿                | 张玉堂           | 原以上山採藥打獵為身，某天在客棧和小青姑娘品酒相識。就常常拿著採好的藥材給許仙鑑定然後賣給許仙，後來許仙告知打獵並非維持生計長久之事，就收留在保和堂（許仙與白蛇在臨安開的醫館）當伙計。於25集捨身相救青蛇，因此兩人愛苗就此生長。與青蛇找到自己的身世之後，其母親太重視禮數，不願玉堂與青蛇（覺得青蛇是一個不受教的丫鬟）連結，最後在昏睡中被青蛇餵（喝）下忘情水之後，在母親的吩咐之下另結連理。 |
| 馬書良                             | 金守財           | 濟世堂的掌櫃（老闆）金如意的父親，是個標準的女兒奴。後為保護女兒，死於胡可心之手。 |
| 曾韵蓁 少年：容栾西子              | 许姣容           | 許仙的姊姊，於21集收下了白蛇所寫的和離書卻誤會白蛇，就說：「果然是官家小姐只會同富貴，卻無法同患難」。於25集輕易相信蛤蟆精(假扮呂洞賓)給的天師令牌，想要對付白蛇，後給呂洞賓破了天師令牌。 |
| 李林                               | 李公甫           | 許仙的姊夫，衙門的總捕頭。 |
| 沈保平                             | 靈祐禪師         | 法海的師傅。 |
| 方逸倫                             | 睦王             | |
| 姚童童                             | 睦王妃           | 第29集誕下龍鳳胎 |
| 彭藝博                             | 鶴童             | |
| 許晉旗                             | 鹿童             | |
| 陳昊明                             | 玉銮             | 是百草園的山梔子 |
| 錢麗斯                             | 夕映             | 是追風草的仙子 |
| 汤镇业                             | 梁相国           | 處心積慮要置許仙於死地（因為許父握有其貪污證據） |
| 易易紫                             | 胡可心           | 九尾狐狸精，君心樓（酒樓）的當家花旦（花魁），專門運用妖術蠱惑一些色鬼的人心，後被法海收拾，死前灑下怨氣咒雪。 |
| 曲尼次仁                           | 吳娘子（蜈蚣精） | 在三千年前原為紂王納入的妾，因為生下的女兒被紂王的正室（妲己）當做是個妖孽，而被丟入蠆盆餵蟲（蜈蚣），為了要救女兒，卻和蜈蚣成為了一體。於第5集已魂飛魄散。 |
| 張博文                             | 長生             | 吳娘子女兒輪回百世於今生的身份，每次均含著珠子出生。因吳娘子每世都沒認出，所以死了才被吳娘子認出女兒，也因救長生的魂魄吳娘子耗掉所有的修為而魂飛魄散。 |
| 谢君豪                             | 许怀仁           | 許仙和許姣容的父親。 |
| 赵樱子 少年：林若惜 嬰兒：蓮金毅愷 | 李碧蓮           | 許仙的姐姐和姐夫的女兒。 |
| 黃愷杰 少年：章哲諭 嬰兒：林于澤清 | 許仕林           | 白素貞和許仙的兒子。 |
| 王姬                               | 王母娘娘         | |
| 朱龍廣                             | 如來佛祖         | |
| 王衛國                             | 玉皇大帝         | |
| 吳大維                             | 呂洞賓           | 於25集下凡化身為全身長滿疥瘡的叫化子，試探許仙的醫術，爾後看到許仙與白蛇的善心對待，後贈醫書給許仙夫妻。 |
| 樓學賢                             | 托塔天王         | |
| 王偉源                             | 王道陵           | 癩蛤蟆精，如意為了要與許仙賭氣，假裝說自己要與道陵結為夫妻，還說要讓道陵成為濟世堂的主治大夫，就因為如此，道陵就用盡竭力想要討好如意。暗中生計在水井中下毒，讓臨安的人民染上了疫病，於22集想要用妖術殺死許仙，先是用招嫁禍給了青蛇，法海帶走青蛇之後，再來是被白蛇破了妖術。於25集再次與如意聯手設計收拾白蛇，結果被呂洞賓破其妖術。因為太愛如意，也知道如意只愛許仙，為滿足如意就用盡法力將自己去變成許仙討好如意，最後竟不注意死在如意手中，被如意取走妖丹。 |
| 涂善妮                             | 觀音大士         | |
| 侯長榮                             | 敖廣             | 東海龍王；小青生父 |
| GNZ48劉力菲                        | 銀香             | |

### 客串演員
| 演員   | 角色   | 簡介                                       |
| 葉童   | 許母   | 許仙的母親，只在許仙的回憶中出現短暫片段。 |
| 陳美琪 | 玉芙蓉 | 青蛇的母親。                               |

## 戲劇歌曲
| 名称               | 演唱者 | 备注   |
| ------------------ | ------ | ------ |
| 《千年等一回》     | 鞠婧祎 | 主题曲 |
| 《渡情》           | 鞠婧祎 | 片尾曲 |
| 《青城山下白素贞》 | 鞠婧祎 | 主题曲 |

## 分別
與92年新白娘子的最大不同點如下：
- 青蛇改成東海龍王與玉芙蓉（青蛇之母）的私生女。
- 92版青蛇身邊的五鬼，改成四位東海神君（海龜、章魚、螃蟹、河豚）。
- 金如意，單戀許仙，愛的死去活來，變成恐怖情人，想盡一切與白蛇作對，要白蛇死無葬身之地，最後卻與心魔一起熔於煉丹爐裡。
- 蜈蚣精在92版中是男妖，在本劇中卻是3000年的半人半妖（女）。
- 本劇加入了葉童（許仙之母）、陳美琪（青蛇之母），兩位92版的主要演員。

## 電視節目的變遷
| 马来西亚 Astro全佳HD 星期一至五 19:00 - 20:00 | 马来西亚 Astro全佳HD 星期一至五 19:00 - 20:00 | 马来西亚 Astro全佳HD 星期一至五 19:00 - 20:00 |
| --------------------------------------------- | --------------------------------------------- | --------------------------------------------- |
|                                               | 新白娘子传奇 （2019年4月15日 - 2019年6月3日） |                                               |
| 时段重启                                      | 怒海潜沙&秦岭神树 （2019年6月24日 - 2019年）  |                                               |

| 中国大陆 深圳衛視 黃金劇場 | 中国大陆 深圳衛視 黃金劇場              | 中国大陆 深圳衛視 黃金劇場 |
| -------------------------- | --------------------------------------- | -------------------------- |
|                            | 新白娘子传奇 （2019年日 - 2019年7月日） |                            |
| —                          | —                                       |                            |

| 泰國 MCOT HD PREMIUM SERIES 星期一星期二星期三 21:00 - 22:00, 23:05 - 00:00 | 泰國 MCOT HD PREMIUM SERIES 星期一星期二星期三 21:00 - 22:00, 23:05 - 00:00 | 泰國 MCOT HD PREMIUM SERIES 星期一星期二星期三 21:00 - 22:00, 23:05 - 00:00 |
| --------------------------------------------------------------------------- | --------------------------------------------------------------------------- | --------------------------------------------------------------------------- |
|                                                                             | 新白娘子传奇 นางพญางูขาว （2019年10月16日 - 2020年3月9日）                   |                                                                             |
| -                                                                           | 因为遇见你 เพราะเธอคือรัก （2020年3月10日 - 2020年7月27日）                   |                                                                             |

| 泰國 MCOT HD ASIAN SERIES 每周一至周五 18:00 - 19:00  | 泰國 MCOT HD ASIAN SERIES 每周一至周五 18:00 - 19:00     | 泰國 MCOT HD ASIAN SERIES 每周一至周五 18:00 - 19:00 |
| ----------------------------------------------------- | -------------------------------------------------------- | ---------------------------------------------------- |
|                                                       | 新白娘子传奇 นางพญางูขาว （2021年6月10日 - 2021年0月0日） |                                                      |
| 倚天屠龍記 ดาบมังกรหยก （2020年4月1日 - 2021年6月9日） | —                                                        |                                                      |